# Pop Muzik
"Pop Muzik" is een nummer van de Britse artiest M uit 1979.
Het nummer is afkomstig van M's debuutalbum New York • London • Paris • Munich. Het nummer werd een wereldhit voor Robin Scott, de echte naam van M. Het werd een nummer 1-hit in onder meer het Verenigd Koninkrijk en de Verenigde Staten. In Nederland bereikte het de derde plek in de Nederlandse Top 40. Wereldwijd herkende men er een ode aan 25 jaar popmuziek in.
In de videoclip van het nummer was M verkleed als geheim agent en waren twee zangeressen te zien. Bij de meeste optredens was er maar één, die dan bijvoorbeeld in het uniform van een stewardess optrad of bij een ander optreden als danseres naast M, die in het begin van het nummer bijna altijd een zonnebril droeg.

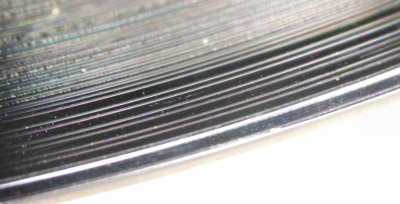
Double Groove

Het nummer werd zowel op single-formaat (7 inch) als op 12-inch uitgebracht. De A-kant van de 12-inch-versie had een dubbele groef tussen de aanloop- en de uitloopgroef. Afhankelijk van in welke groef de naald belandde werd hetzij het nummer Pop Muzik afgespeeld, hetzij M Factor.
In 1989 kwam van Pop muzik een remix in house-stijl uit, op een hoger tempo, tussen de 117 en 120 BPM, dan dat het nummer feitelijk was. Deze versie was geremixt door Robin Scott en Simon Rogers. In hetzelfde jaar kwam er ook een Hip-Hop remix uit, die gemaakt was door Ben Liebrand.
In 1997 opende de Ierse band U2 elk optreden van de PopMart Tour met het nummer Pop Muzik.

## NPO Radio 2 Top 2000
| Nummer met noteringen in de NPO Radio 2 Top 2000 | '99  | '00  | '01  | '02  |
| ------------------------------------------------ | ---- | ---- | ---- | ---- |
| Pop Muzik                                        | 1068 | 1285 | 1332 | 1846 |

1. ↑  Een vetgedrukt getal geeft de hoogste notering aan.
2. ↑  Deze tabel is bijgewerkt tot en met de laatste editie (2024).